# Opgevaren grond
Met de termen opgevaren gronden en opgebaggerde gronden wordt veengrond bedoeld die is opgehoogd en/of verbeterd door er baggerspecie of zand op te brengen.
Waar de grond direct met een baggerbeugel uit een naastgelegen sloot werd opgehaald spreekt men van opgebaggerde grond. Dit is bijvoorbeeld het geval in de Zuid-Hollandse en Utrechtse bosveengebieden.
Waar de grond met een vaartuig aangevoerd werd, van een wat grotere afstand, spreekt men van opgevaren grond. Dit type grond vindt men vooral in het westen van Nederland, bijvoorbeeld in Aalsmeer en Boskoop. In het Westland werd de veengrond ook opgehoogd en droger gemaakt door zand uit de duinen op te varen. Dit leverde grond op die zeer geschikt was voor tuinbouw.
Het type veengrond bepaalt of opbaggeren zin heeft. Bij bosveen werkt het wel; bij zeggeveen of rietveen blijft van de bagger echter weinig over. In rietveengebieden ziet men dan ook vooral veenweiden in plaats van landbouw- of tuinbouwgrond.
Opgevaren gronden en opgebaggerde gronden bestaan vaak uit langwerpige smalle eilanden omgeven door brede sloten. In veenweidegebied zijn de sloten over het algemeen smaller.